# Octopus-Karte

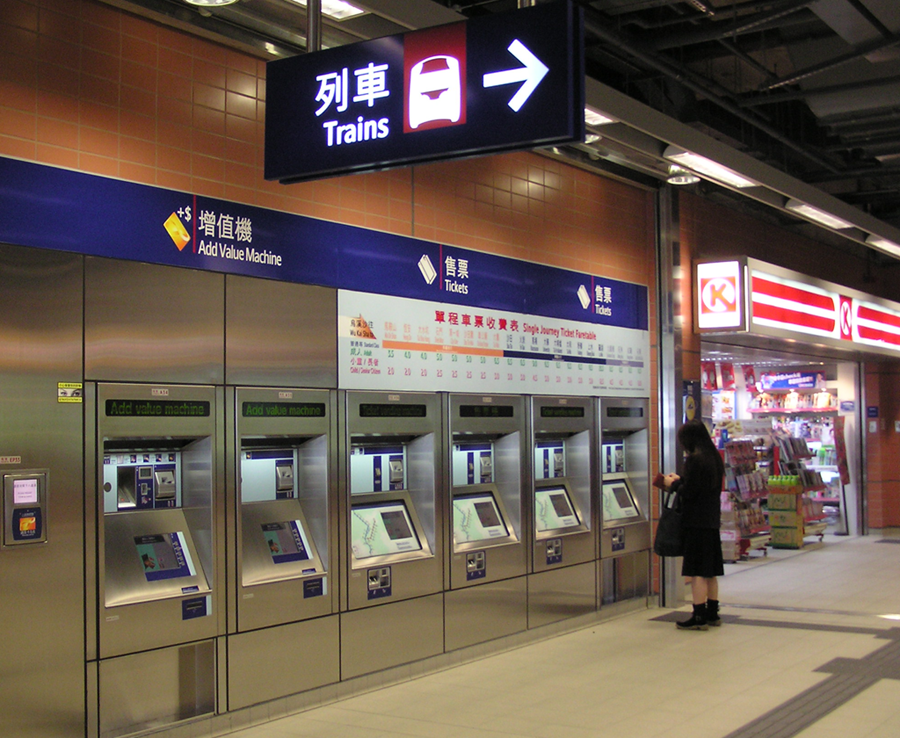
Ein Aufladegerät (links) für Octopus-Karten am Bahnhof der Mass Transit Railway (MTR).

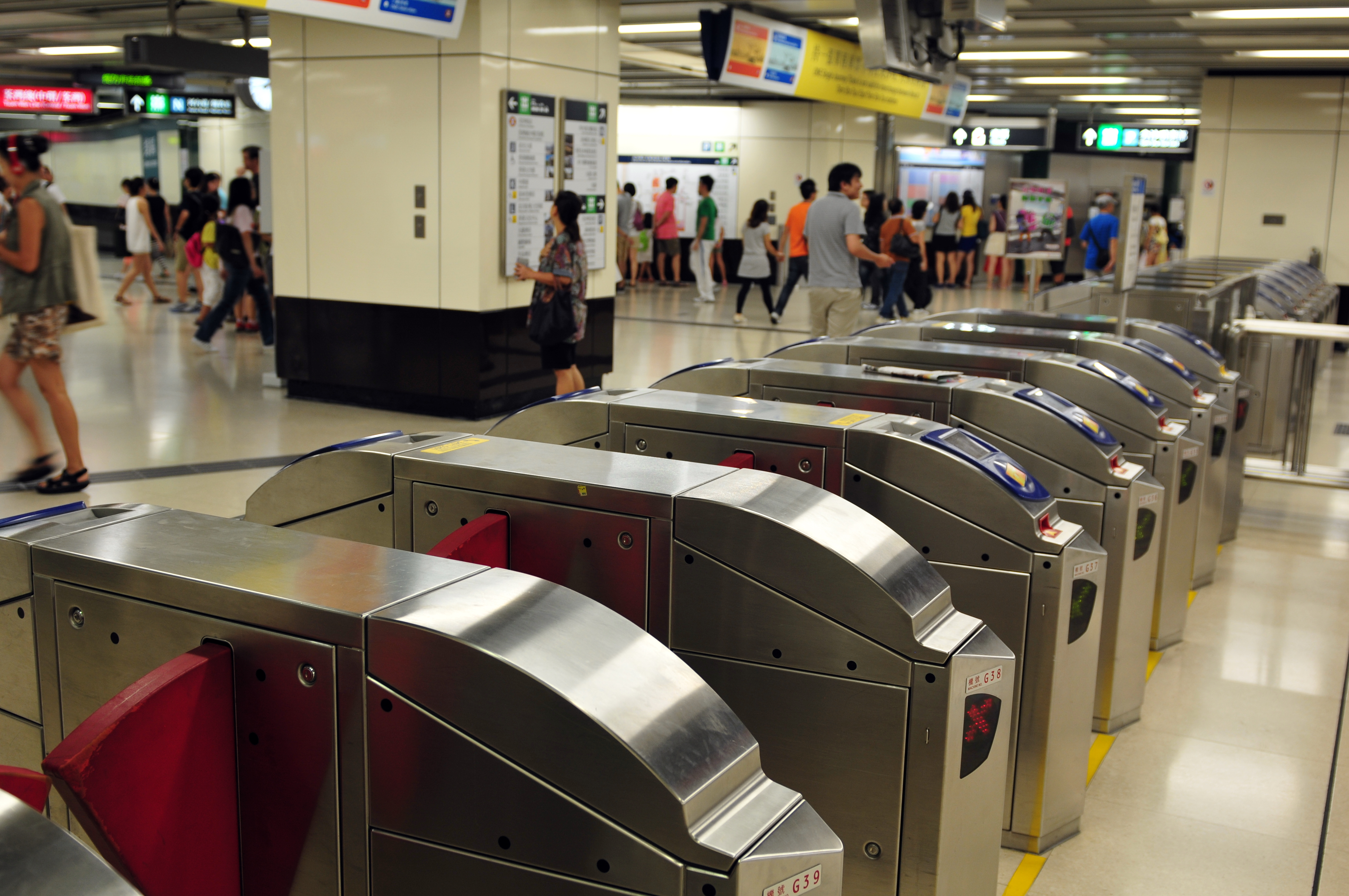
Die Schranken der MTR

Die Octopus-Karte ist eine wiederaufladbare, berührungslose Chipkarte, die im elektronischen Zahlungsverkehr in Hongkong benutzt wird. Vorgestellt im September 1997 als weltweit erste Fahrkarte dieser Art für die städtische U-Bahn Mass Transit Railway (MTR), hat sie sich zu einem weit verbreiteten bargeldlosen Zahlungsmittel entwickelt. Sie kann unter anderem in Lebensmittelläden, Supermärkten und Parkhäusern verwendet werden. Mit über 24 Millionen Octopus-Karten im Umlauf und fast 300 Dienstleistungsfirmen, die diese akzeptieren, stellt sie eines der weltweit erfolgreichsten e-cash-Systeme dar (Stand Januar 2006). Sie ersetzte das vorherige Magnetkartensystem, genannt „Common Stored Value Ticket“ (Allgemeine Wertkarte).

## Erwerb der Karte
Da die Octopus-Karte anonym ist, muss sich ihr Benutzer beim Kauf nirgends registrieren oder seinen Ausweis vorlegen. Sie kann an den Service-Schaltern der Haltestellen der Mass Transit Railway (MTR) und Kowloon-Canton Railway (KCR) erworben werden. Die Karte wird nicht gekauft, sondern geliehen. Bei jedem Erwerb der Karte sind 50 HKD (5,94 EUR) als Pfand in den Kosten enthalten. Bei Verlust der Karte ist nur das darauf gespeicherte Guthaben verloren. Im internen Speicher der Karte sind keinerlei persönliche Informationen über Kontoverbindung oder Kreditkartendaten abgelegt. Ausgenommen ist die „personalisierte“ Octopus-Karte.
Gibt man die Karte wieder ab, bekommt man den Pfandbetrag mitsamt dem Restguthaben der Karte ausgezahlt. Gegebenenfalls wird eine Rückgabegebühr erhoben.
Ebenfalls wurden Octopus-Armbanduhren hergestellt, die an den Service-Schaltern der MTR und in 7-Eleven-Geschäften gekauft werden können.

## Art der Benutzung

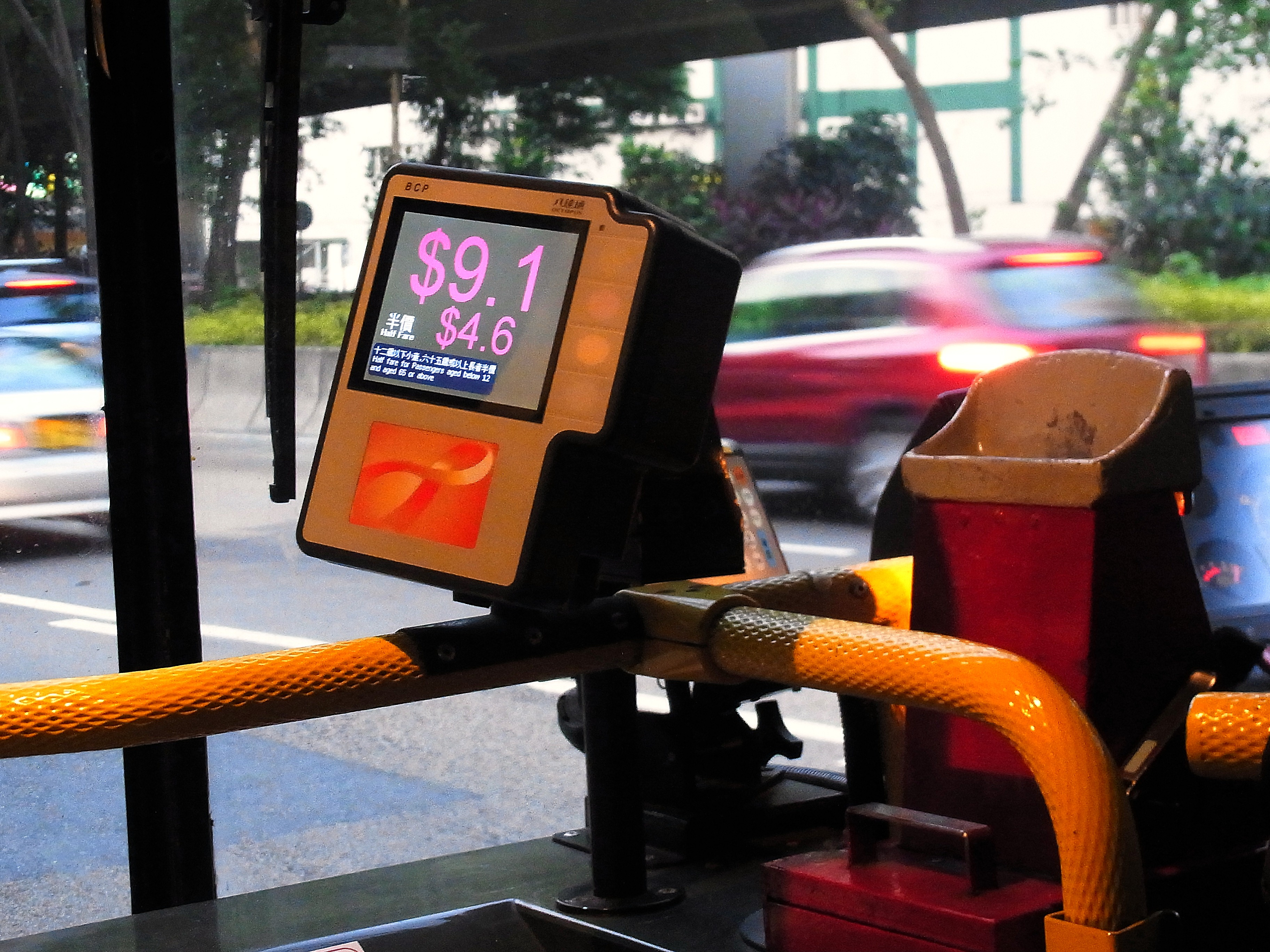
Octopus-Kartenleser im Bus

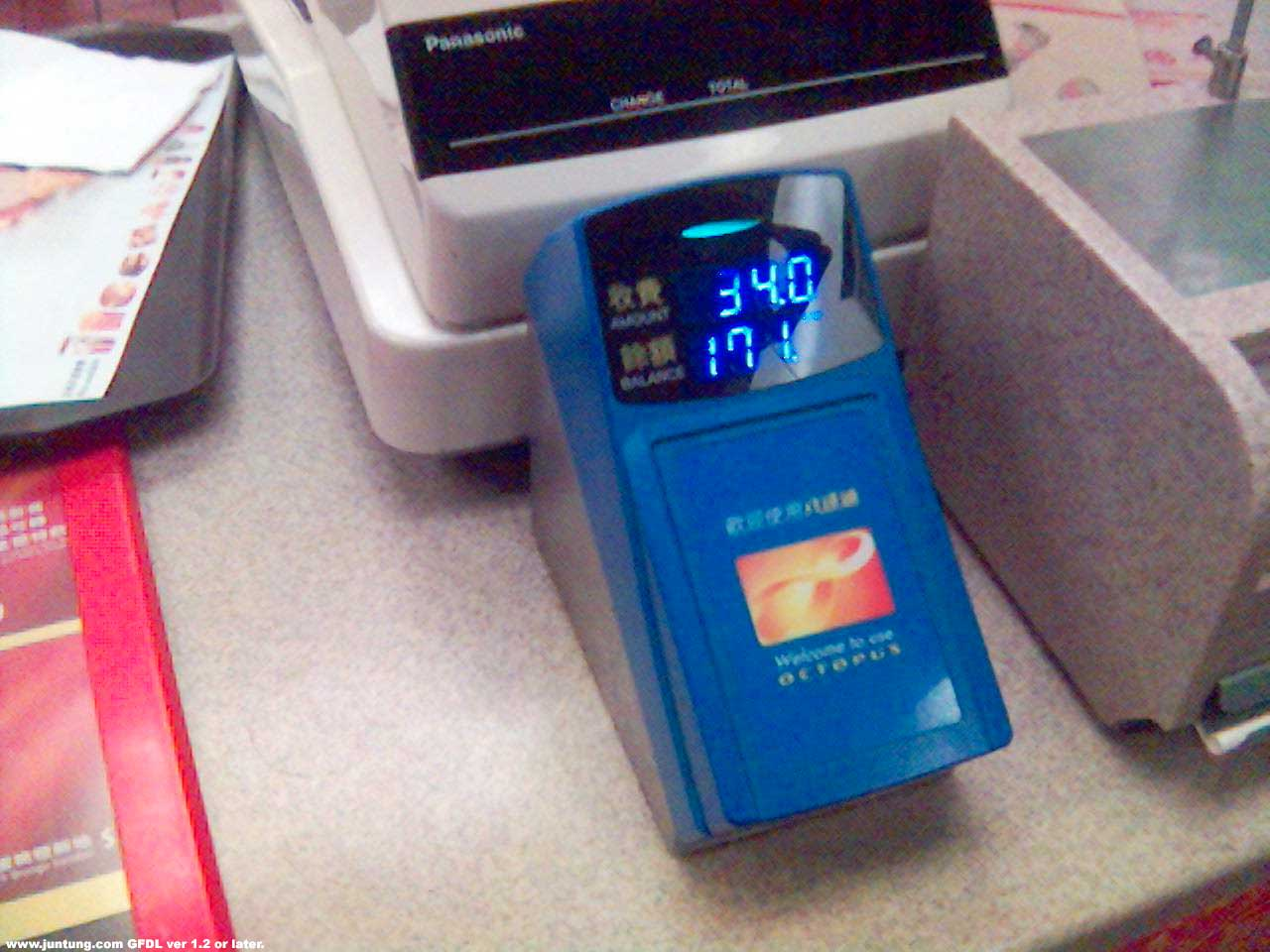
Octopus-Kartenleser im McDonald’s

Die Karte kann in fast allen Transportsystemen Hongkongs (ausgenommen Taxis), vielen Geschäften in der Stadt, darunter 7-Eleven, McDonald’s und Starbucks benutzt werden.
Obwohl die Octopus-Karte anonym ist, enthält jede eine einzigartige Seriennummer. Daher wird sie in manchen Gebäuden zur Zutrittskontrolle verwendet. Nur Personen mit im System registrierten Karten wird der Zugang gewährt.
Die Octopus-Karte funktioniert berührungslos durch gewöhnliches Material wie Baumwolle oder Leder hindurch bis zu einem Abstand von mehreren Zentimetern. Das Abbuchen des Guthabens dauert 0,3 Sekunden. Die Abbuchung der Octopus-Karte ist ein Teilstreckenverfahren (Speichern und Weitersenden), d. h. die Kartenleser brauchen keine Standverbindung zu einer zentralen Datenbank oder einem Computer. Die gespeicherten Informationen über eine Abbuchung werden Stunden später über einen Computer abgerufen oder können durch ein Verrechnungsgerät (normalerweise ein Pocket PC) ausgelesen werden.
Die private Creative Star Limited (CSL) hat den Betrieb 1993 aufgenommen und ist zuständig für den Kontenausgleich zwischen dem Octopus-System und den Betreibern bzw. den Händlern. Aufgrund dieser Tätigkeit besitzt die CSL eine Erlaubnis zum Einnehmen von Zahlungen von der Hong Kong Monetary Authority (HKMA).

## Fakten
- Über 24 Millionen Octopus-Karten sind im Umlauf.[1]
- 95 % der Bevölkerung Hong Kongs, im Alter zwischen 16 und 65, benutzten sie.[1]
- Über 12 Millionen Geschäftsvorgänge finden täglich statt.[1]
- Die täglichen Transaktionen belaufen sich auf mehr als 130 Mio. Hongkong-Dollar (HKD)[1]
- 2003 fanden etwa 25 % der Transaktionen nicht transportbedingt statt.[2]

## Kartenarten

### Standardkarten
| Typ        | Kosten und Nutzung |
| ---------- | --- |
| Kind       | Kinder zwischen 3 und 11. Diese Karte wird für 70 HKD (8,32 EUR) verkauft mit einem Guthaben von 20 HKD. Das Beförderungsentgelt für Kinder wird abgezogen, wo anwendbar.                                       |
| Erwachsene | Die Standard-Version der Octopus-Karte. Diese Karte wird für 150 HKD (17,83 EUR) verkauft mit einem Guthaben von 100 HKD. Die Farbe wird auch für das Logo der Octopus Cards Limited, dem Betreiber, verwendet. |
| Senioren   | Ab 60 Jahren. Wenn keine Tarife für Senioren zur Verfügung stehen, werden Tarife für Erwachsene angewandt. Diese Karte wird für 70 HKD mit einem anfänglichen Guthaben von 20 HKD verkauft.                     |

### Personalisierte Octopus-Karte
Eine kürzlich herausgegebene Variante ist die „personalisierte“ Octopus-Karte, die die Bankkonto-Verbindung des Inhabers enthält, um eine automatische Aufladung oder eine automatisierte Bezahlung sicherzustellen. In diesem Fall verzichtet man allerdings auf die Anonymität. Sie bietet aber die Annehmlichkeit der automatischen Aufladung von 250 HKD (29,71 EUR), falls das Guthaben aufgebraucht werden sollte. Gegen Missbrauch bei Verlust kann die Karte gesperrt werden. Diese Karten finden auch Verwendung in der Identifizierung von Anwohnern von Wohnanlagen, um Einlass zum Gelände zu erhalten.

### Spezielle Octopus-„Karten“
Es existiert eine Armbanduhr, die den Octopus-Chip im Plastik-Armband enthält. Der Benutzer braucht nur mit dem Handgelenk über den Kartenleser zu streifen. Nokia produzierte ein Octo-Phone, das den Chip im Xpress-on-Cover der Mobiltelefone (Nokia-3300-Serie) enthält.

## Technik
Das Octopus-System wurde von AES Prodata (Hong Kong) Limited, einem Mitglied der ERG Group of Companies (seit 2009 Videlli Limited) mit Hauptsitz bei Perth, Australien, entwickelt. AES Prodata ist verantwortlich für die Auslegung, den Aufbau, Betrieb, die Wartung und Finanzierung des Inkassos der Fahrpreise im Octopus-System.
Für die Octopus-Karte wird die RFID-Technik (radio frequency identification) benutzt, sodass die Benutzer die Karte nur in die Nähe des Lesers halten müssen. Ein direkter Kontakt ist nicht nötig. Als Mikrochip, mit über 12 Millionen ausgelieferten Karten für Hongkong, wird der FeliCa-Chip benutzt. Octopus verwendet ein nichtstandardisiertes Verfahren für RFID, da 1997, während der Entwicklungsphase, dieser Industriezweig noch im Aufbau war und sich noch kein Standard herausgebildet hatte. Damit unterscheidet sie sich zum Beispiel von der 2010 entworfenen Clipper-Card, die auf Near Field Communication setzt.
Um die Informationen über die Buchungen zu übertragen, sind die Haltestellen mit lokalen Netzwerken (LAN) ausgestattet, die mit verschiedenen Geräten wie Drehkreuzen, Auflade-Terminals und Kartenprüfer der Octopus-Karte umgehen können. Ein solches Netzwerk besitzt über ein Frame-Relay-Weitverkehrsnetz eine Verbindung mit der Zentrale im Hafen von Kowloon. Von dort werden alle Transaktionen, Abbuchungen, Benutzerstatistiken und Kartenaufladungen, verwaltet, die von den verschiedenen Dienstleistungsanbietern täglich übermittelt werden.
Ähnliche Technik wird noch für folgende Karten verwendet:
- Helsinki: Matkakortti seit 2000
- Großraum Tokio: Super Urban Intelligent Card (Suica) seit 2001
- Singapur: EZ-link-Karte seit 2002
- London: Oyster-Card seit 2003
- Taipeh: Easycard für den MRT Taipeh und MRT Kaohsiung
- Niederlande: OV-chipkaart seit 2005
- Atlanta: Breeze Card seit 2006
- São Paulo: Bilhete Único
- Tokio: Pasmo IC Card
- Dublin: Leap Card seit 2011